# Ключ 136
Ключ 136 (трад. и упр. 舛) — ключ Канси со значением «возражать»; один из 29, состоящих из шести штрихов.
В словаре Канси есть 10 символов (из 49 030), которые можно найти c этим радикалом.

## История
Древняя идеограмма изображала направленные в разные стороны следы человека.
В современном языке иероглиф используется в значениях: «в противоположных направлениях, несовместимый, ошибка, неудача, промах, противоречие, расхождение».
В качестве ключевого знака иероглиф используется редко.

Вид в большой печати Чжуаньшу
Вид в малой печати Чжуаньшу

В словарях находится под номером 136.

## Примеры иероглифов
| Доп. штрихи | Иероглифы |
| ----------- | --------- |
| 0           | 舛        |
| 6           | 舜        |
| 7           | 舝        |
| 8           | 舞        |

- Примечание: Ваш браузер может отображать иероглифы неправильно.